# Diego Kolumbus (Seefahrer)
Diego Kolumbus (Ital., Giacomo Colombo; * um 1468; † 21. Februar 1515 in Sevilla, Spanien) war ein jüngerer Bruder von Christoph Kolumbus.
Über ihn ist wenig bekannt; er erscheint zum ersten Mal in Dokumenten von 1484 und 1487 als Weber. Seine Herkunft und sein Geburtsort sind, wie die des Bruders, unbekannt; wahrscheinlich wurde er in Genua geboren.

## Leben
Diego taucht zum ersten Mal in Spanien 1493 auf, wahrscheinlich auf Geheiß seines Bruders, den er als Vertrauter auf dessen zweiter Reise in die neue Welt begleitet. Als Christoph Kolumbus im April 1494 La Española verließ, um die Insel Kuba zu erkunden, setzt er Diego als Vorsitzenden eines Regierungsrates ein, bestehend aus dem Priester Boil, dem Alguacil der Flotte Pedro Hernández Coronel, seinem Freund Alonso Sánchez de Carvajal und Juan de Luján. Nach Meinung seiner Zeitgenossen war Diego Kolumbus dieser Aufgabe in schwieriger Zeit nicht gewachsen. Bartolomé de Las Casas bezeichnete ihn als persona virtuosa, muy cuerda, pacífica y más simple y bien acondicionada que recatada y maliciosa („ein tugendhafter Mensch, sehr klug, friedliebend, eher einfach und gut gesittet als verschlagen und hinterlistig“) – was besagt: ohne Energie, ohne Verschlagenheit, ohne große Intelligenz.
Aufgrund der Unbeliebtheit der Brüder Kolumbus musste Diego den Abfall Boils und Margarits ertragen, die gegen seinen Willen nach Spanien zurückkehrten. Im folgenden Jahr wurde er von Christoph Kolumbus auf dessen Heimreise nach Spanien durch Bartolomeo Kolumbus in der Regierung ersetzt. Gegen Ende des 15. Jahrhunderts befand er sich auf La Española und übte die Regierungsgewalt in Santo Domingo aus, wobei er sich im Inneren der Insel als Christoph Kolumbus ausgab. Als Francisco de Bobadilla im August 1500 auf der Insel ankam, weigerte er sich, die Regierungsgewalt abzugeben. Er wurde zusammen mit seinen Brüdern festgenommen und in Ketten nach Spanien gebracht.
Nach der Freilassung zusammen mit seinen Brüdern plante er offenbar eine kirchliche Laufbahn, da ihm die Katholischen Könige zu diesem Zweck das Bürgerrecht Kastiliens verliehen (Februar 1504), damit er kirchliche Ämter ausüben und Pfründe in Anspruch nehmen konnte. Dieses Dokument ist ein wichtiges Indiz für die nichtspanische Herkunft der Familie Kolumbus. Im Jahr 1509 begleitete er seinen gleichnamigen Neffen nach La Española und kehrte anschließend nach Spanien zurück, wo er 1515 starb.